# Lã Long
Lã Long (giản thể: 吕隆; phồn thể: 呂隆; bính âm: Lǚ Lóng) (?-416), tên tự Vĩnh Cơ (永基), là hoàng đế cuối cùng của nước Hậu Lương trong lịch sử Trung Quốc. Ông là cháu trai của vị hoàng đế khai quốc, Lã Quang, và ông giành được ngôi vị sau khi em trai mình là Lã Siêu (呂超) giết chết hoàng đế Lã Toản vào năm 401 và trao ngôi vị cho ông. Dưới thời ông trị vì, Hậu Lương bị Bắc Lương và Nam Lương tấn công liên tục và chỉ còn gần như mỗi khu vực kinh thành Cô Tang (姑臧, nay thuộc Vũ Uy, Cam Túc). Năm 403, Lã Long đã quyết định chấm dứt sự tồn tại của đất nước bằng việc dâng Cô Tang cho hoàng đế Diêu Hưng của Hậu Tần. Ông trở thành một quan của Hậu Tần, song sau khi về phe Diêu Bật (姚弼) trong nỗ lực nhằm đoạt lấy vị trí thái tử từ Diêu Hoằng, ông đã bị Diêu Hoằng xử tử sau khi Diêu Hưng chết vào năm 416.

## Trước khi lên ngôi
Sử sách không biết về cuộc sống ban đầu của Lã Long, và cũng không nhắc gì về người cha Lã Bảo của ông. Ông được mô tả là một người tuấn tú và có tài cưỡi ngựa cùng bắn cung. Trong thời gian trị vì của Lã Quang, ông là một vị tướng, song ông đã không có được sự nổi bật giống như người em trai là Lã Siêu (呂超).
Năm 401, Lã Siêu ám sát con trai của Lã Quang là Lã Toản và giết chết em trai của Lã Toản là Lã Vĩ (呂緯), Lã Siêu sau đó đưa Lã Long lên ngôi. Ban đầu Lã Long còn do dự, song Lã Siêu đã so sánh điều này với việc cưỡi một con rồng lên trời và không thể thoát ra được, và Lã Long đã chấp thuận và sử dụng tước hiệu "Thiên vương". Ông phong cho mẹ mình, tức Vĩ phu nhân làm thái hậu, và lập vợ mình làm Hoàng hậu. Ông phong cho Lã Siêu là An Định công và giao phó hầu hết các công việc quân sự và triều chính cho người em trai này.

## Trị vì
Tuy nhiên, Lã Long thay vì sửa chữa các lỗi lầm trong thời gian Lã Toản trị vì (được coi là bạo lực và chuyên quyền), thì lại tiếp tục cai trị một cách bạo lực và đã thảm sát nhiều gia tộc hùng mạnh trong nước để nhằm thể hiện quyền lực, vì vậy người dân tiếp tục xa lánh triều đình. Sau khi biết được điều này, vào mùa hè năm 401, hoàng đế Diêu Hưng của Hậu Tần đã cử thúc phụ Diêu Thạc Đức (姚碩德) mở một chiến dịch lớn tiến đánh Hậu Lương. Quân Hậu Tần nhanh chóng tiếp cận được Cô Tang và vây thành. Nhiều người không phải dân bản địa ở Cô Tang đã lập kế hoạch nổi loạn để trao thành cho Hậu Tần, song kế hoạch bị phát giác và Lã Long đã cho thảm sát tất cả bọn họ, song do nghe lời thuyết phục của Diêu Thạc Đức, Hậu Lương đã khuất phục Hậu Tần trên danh nghĩa, theo đó Lã Long phải gửi cháu trai và khoảng 50 gia tộc đến kinh thành Trường An của Hậu Tần để làm con tim. Theo sắp xếp của Diêu Thạc Đức, Diêu Hưng đã lập Lã Long làm Kiến Khang công, mặc dù vậy, Lã Long vẫn tiếp tục sử dụng tước hiệu Thiên vương. Diêu Thạc Đức sau dó lui quân.
Tuy nhiên, Lã Long tiếp tục bị cả Nam Lương và Bắc Lương tấn công và chỉ sau vài tháng sau khi Diêu Thạc Đức rút quân, Lã Siêu đã phải chịu một thất bại lớn dưới tay tướng Thốc Phát Nục Đàn của Nam Lương. Do các cuộc chiến tranh, Hậu Lương xảy ra một nạn đói nghiêm trọng, đến nỗi có khoảng 100.000 người đã chết đói. Hàng ngày, có hàng trăm cư dân của Cô Tang cầu xin để được ra khỏi thành, thậm chí khi biết rằng họ sẽ bị bắt làm nô lệ. Lã Long đã nổi giận với các hành vi này, ông tin rằng điều này đã khiến cho hình ảnh của đất nước bị hủy hoại, và vì thế hành quyết toàn bộ số người này. Lã Long đã cố gắng thiết lập hòa bình với cả Bắc Lương và Nam Lương, và đến năm 402 ông đã có một thời gian hòa bình ngắn ngủi với cả hai, thậm chí còn nhận được một số viện trợ cứu đói từ vua Thư Cừ Mông Tốn của Bắc Lương. Song hòa bình đã không kéo dài và quân Hậu Tần cũng không có sự giúp đỡ nào.
Năm 403, Lã Long đã tuyệt vọng. Trong khi đó, các quan lại của Hậu Tần khuyên Diêu Hưng hãy nắm lấy quyền kiểm soát trực tiếp đối với Hậu Lương, họ tin rằng nếu Lã Long có thể sóng sót sau các biến loạn này thì ông sẽ không còn là chư hầu của Hậu Tần nữa. Diêu Hưng do vậy đã triệu Lã Siêu đến Trường An, có ý muốn lợi dụng sự vắng mặt của người này để buộc Lã Long khuất phục. Khi Lã Long nhận được lệnh, ông đã quyết định chấm dứt tình trạng bị bao vây bằng cách dâng lãnh thổ (lúc này không lớn hơn vùng Cô Tang) cho Hậu Tần. Diêu Hưng cử tướng Tề Nan (齊難) cùng một đội quân lớn đến bảo vệ và hộ tống Lã Long về Trường An. Lã Long nghênh đón quân Hậu Tần và sau đó nói lời từ biệt ở miếu thờ của Lã Quang rồi tới Trường An. Quân Hậu Tần tiếp quản kinh thành, Hậu Lương cũng diệt vong.

## Làm quan Hậu Tần
Lã Long trở thành một quan của Hậu Tần, và ông sử dụng tước hiệu được Diêu Hưng ban cho là Kiến Khang công. Sử sách ít thuật lại về thời gian ông làm quan cho Hậu Tần. Tuy nhiên, đến cuối thời kỳ trị vì của Diêu Hưng, ông có dính líu đến một âm mưu của Diêu Bật (姚弼) nhằm cướp lấy ngôi vị thái tử từ Diêu Hoằng, và đến năm 416, sau một nỗ lực chính biến thất bại của Diêu Bật, Diêu Bật bị buộc phải tự sát, còn Lã Long và các đồng sự khác thì bị bắt giữ. Diêu Hoằng đã cho xử tử ông cùng với em trai Lã Siêu chỉ một thời gian ngắn sau khi Diêu Hưng qua đời.